# جيمس أوقست كوميسكي
جيمس أوقست كوميسكي (بالإنجليزية: James August Comiskey)‏ هو محامي وقاضي أمريكي، ولد في 16 أكتوبر 1926 في نيو أورلينز في الولايات المتحدة، وتوفي في 1 فبراير 2005.